# Werner Solbach
Werner Solbach (* 2. Februar 1952 in Herdorf) ist ein deutscher Mediziner, emeritierter Ordinarius für Medizinische Mikrobiologie und Hygiene und Alt-Dekan der Medizinischen Fakultät der Universität zu Lübeck.

## Leben
Solbach studierte mit einem Stipendium der Studienstiftung des Deutschen Volkes Medizin an der Johannes Gutenberg-Universität in Mainz. Er promovierte 1979 am dortigen Institut für Medizinische Mikrobiologie (Direktor Paul Klein) in der Arbeitsgruppe von Martin Röllinghoff und Hermann Wagner. Nach einer Grundausbildung in der Kinder- und Jugendmedizin und einem Forschungsaufenthalt bei Melvin Greaves am Imperial Cancer Research Fund in London setzte er seine Forschungsarbeiten als Wissenschaftlicher Mitarbeiter im Mainzer Institut fort und folgte 1983 seinem akademischen Lehrer Röllinghoff an das Institut für Medizinische Mikrobiologie und Immunologie an der Friedrich-Alexander Universität Erlangen-Nürnberg.
1987 wurde er nach Erlangung der Facharztreife habilitiert und 1989 auf eine Professur (C3) für Medizinische Mikrobiologie und Immunologie berufen. Er folgte 1997 einem Ruf an die Universität zu Lübeck als Universitätsprofessor (C4) und Direktor des Institutes für Medizinische Mikrobiologie und Hygiene mit dem angeschlossenen Medizinaluntersuchungsamt des Landes Schleswig-Holstein. Von 2000 bis 2004 war er Prodekan und von 2006 bis 2010 Dekan der Medizinischen Fakultät. Im Jahr 2017 wurde er emeritiert.

## Wirken
Sein Hauptarbeitsgebiet war die Aufklärung von Mechanismen der Immunantwort gegen Infektionen. Zunächst analysierte er die Mechanismen der Aktivierung von Lymphozyten bei der Entzündung. Seit 1983 studiert er experimentell die Gründe für die individuell unterschiedliche  Anfälligkeit gegenüber Infektionen mit intrazellulär lebenden Mikroorganismen. Ein weiterer Schwerpunkt seiner Arbeiten widmete sich im Sonderforschungsbereich (SFB) 654 Plastizität und Schlaf der Frage, wie Schlaf und die zellulären Uhren die immunologische Gedächtnisbildung beeinflussen.
In Erlangen hat Solbach den (SFB) 263 der Deutschen Forschungsgemeinschaft (DFG) „Immunologische Mechanismen bei Infektion, Entzündung und Autoimmunität“ und das gleichnamige DFG-Graduiertenkolleg 157 mitgegründet. Von 1998 bis 2004 leitete er ein trilaterales Projekt zu Fragen der Leishmaniose-Erkennung und Bekämpfung in Israel und Palästina. In Lübeck war er stellvertretender Sprecher des SFB 367 „Molekulare Mechanismen entzündlicher und degenerativer Prozesse“ und ist Mitbegründer des DFG Exzellenzclusters Inflammation at Interfaces (2007) und des Deutschen Zentrums für Infektionsforschung (2011). Er hat den Schwerpunkt „Infektion und Entzündung“ als einen der tragenden wissenschaftlichen Schwerpunkte der Universität zu Lübeck entwickelt, u. a. durch die Gründung des Zentrums für Infektiologie und Entzündungsforschung Lübeck (Z.I.E.L). Solbach veröffentlichte ca. 290 Publikationen in internationalen Zeitschriften der experimentellen und klinischen Medizin, Immunologie und Mikrobiologie. Er ist für zahlreiche Zeitschriften als Gutachter bzw. Mitherausgeber tätig.
Solbach war von 2002 bis 2012 Generalsekretär der Deutschen Gesellschaft für Immunologie und war bis 2016 geschäftsführender Vorstand der Stiftung der Deutschen Gesellschaft für Hygiene und Mikrobiologie. Er richtete die Jahrestagung der Gesellschaft 2008 aus. Seit 2014 ist er im Vorstand der Paul-Ehrlich-Gesellschaft für Antiinfektive Therapie und war deren Präsident von 2016 bis 2018. Er ist Mitglied der Zentralen Kommission für Biologische Sicherheit (ZKBS) am Bundesministerium für Ernährung und Landwirtschaft. Im Vorstand der Renate-Maaß-Stiftung sowie der Stiftung Diagnostik hilft und als Vertrauensdozent der Deutschen Forschungsgemeinschaft widmet er sich der Förderung des wissenschaftlichen Nachwuchses. Er engagiert sich in der Kath. Pfarrei zu den Lübecker Märtyrern, u. a. als Kirchenvorstand.

## Auszeichnungen
Solbach wurde im Jahr 2008 als ordentliches Mitglied in die Akademie der Wissenschaften in Hamburg aufgenommen. Dort war er Sprecher der Arbeitsgruppe Infektionen und Gesellschaft. Die Deutsche Gesellschaft für Immunologie verlieh ihm im Jahr 2012 ihre Ehrenmedaille. Im selben Jahr wurde er zum „Visiting Professor“ der Universität für Medizin und Pharmazie Nicolae Testemitanu der Republik Moldau ernannt. Im Jahr 2023 verlieh ihm die Deutsche Gesellschaft für Hygiene und Mikrobiologie die Ferdinand-Cohn-Medaille für herausragende Leistungen in der Mikrobiologie.